# 能田茂
能田 茂（のだ しげる、1958年 - ）は、日本の漫画家。東京都出身。
1977年、金井たつおに師事。1981年、ヤングジャンプ増刊でデビュー。初期はのだしげる名義で金井に似た画風のラブコメ作品を手がけていたが、金井の師匠である本宮ひろ志のアシスタントも兼務していたことから、次第に両方の絵柄を使い分けるようになった。
能田茂名義では本宮系の画風に統一し、『監査役野崎修平』シリーズがヒットしている。

## 作品リスト

### のだしげる
- 男華（原作:鏡丈二）
- ラガー（原作:高山芳紀）
- F-1伝説（原作:磯田健一郎）
- 的中-GET-（原作:田原成貴）
- 美♥美ハリケーン（原作:寺島優）
- デビルっ子ルル（原作:団龍彦）
- PLATOON（原作:樋口雅一）
- くたばれ甲子園（原作:樋口雅一）
- 巨根三四郎（原作:林律雄）
- サッカー魁（原作:高山芳紀）
- タケルの誓い（原作:高橋三千綱）

### 能田茂
- 監査役野崎修平（原作:周良貨）
- どっかん!（原作:滝直毅）
- 頭取野崎修平（原作:周良貨）
- 法の庭（原作:田原成貴）
- Dr.検事モロハシ
- 賭専（原作:東山道彦）
- 新・監査役野崎修平（原作:周良貨）
- すべてはお客様のために
  - イオングループ（特に岡田屋・ジャスコ部分）の歴史のコミカライズ